# Novanglus
Novanglus è una serie di quattordici lettere pubblicate da John Adams sotto lo pseudonimo di Novanglus sul Boston Gazette tra il 23 gennaio e il 14 aprile 1775. Le lettere rispondevano ad una serie di articoli pubblicati sulla The Massachusetts Gazette con lo pseudonimo di "Massachusettensis", che difendeva la posizione del governo britannico sulle colonie americane.
Le lettere di Novanglus presentavano una vigorosa difesa dei diritti dei coloni e criticavano le politiche britanniche. Erano ampiamente lette e influenti, e sono considerate uno dei più importanti documenti politici pubblicati nel periodo che precedette la Rivoluzione americana.
Sebbene le lettere di Novanglus non siano mai state pubblicate come libro a sé stante all'epoca, sono state incluse in diverse raccolte di opere di John Adams.

## Antefatti
Nel 1774, le tensioni tra le colonie americane e la Gran Bretagna erano alte. Le leggi come le Townshend Acts e il Boston Tea Party avevano creato un clima di insofferenza coloniale verso le politiche britanniche. In questo contesto, due serie di lettere contrapposte vennero pubblicate sui giornali di Boston:
- Massachusettensis: Questi articoli, scritti da lealisti come Daniel Leonard, difendevano la posizione del governo britannico e sostenevano il suo diritto a tassare le colonie.
- Novanglus: John Adams, sotto lo pseudonimo di Novanglus, rispose con una serie di lettere che confutavano le argomentazioni dei lealisti e presentavano una vigorosa difesa dei diritti dei coloni.[1]

## Contenuto
Le lettere di Novanglus affrontavano molteplici argomenti chiave del dibattito pre-rivoluzionario:
- Diritti coloniali: Adams sosteneva che le colonie avevano diritti naturali derivati dal diritto consuetudinario inglese e che il Parlamento britannico non aveva il diritto di tassarle senza il loro consenso.
- Rappresentanza: Adams sosteneva il principio "No taxation without representation" (Nessuna tassazione senza rappresentanza), argomentando che le colonie non avevano rappresentanza nel Parlamento e quindi non potevano essere tassate.
- Costituzione britannica: Adams sosteneva che la Costituzione britannica non concedeva al Parlamento il potere assoluto sulle colonie.
- Corruzione del governo britannico: Adams criticava il governo britannico per la sua corruzione e per aver abusato del suo potere nei confronti delle colonie.